# Rue Lyautey (Nancy)
Pour les articles homonymes, voir Rue Lyautey.
La rue Lyautey est une voie de la commune française de Nancy, dans le département de Meurthe-et-Moselle, en région Lorraine.

## Situation et accès
La rue Lyautey est placée au sein de la Ville-neuve, et appartient administrativement au quartier Charles III - Centre Ville.
Débutant dans sa partie occidentale à l'extrémité sud-est de la place Stanislas, et parallèlement à la rue Sainte-Catherine, la rue Lyautey adopte une direction générale ouest-est. La voie traverse la place d'Alliance avant d'aboutir rue Godron.
La rue Lyautey est desservie par la ligne 1 du tramway, via les stations « Cathédrale » et « Division-de-Fer », situées à environ 200 mètres de la voie.

## Origine du nom
Elle porte le nom du militaire français nancéien le maréchal de France Hubert Lyautey (1854-1934).

## Historique
Cette rue, ancienne, s’appelait au XVIIe siècle « rue de la Poissonnerie », puis « rue d'Alliance » en 1756 en commémoration du traité d'alliance franco-autrichien de 1756.
En 1792, elle prend le nom de Simoneau avant de reprendre la dénomination de « rue d'Alliance » en 1795 puis sa dénomination actuelle vers 1935.

## Bâtiments remarquables et lieux de mémoire
- no 1 : Immeuble, édifice objet d’une inscription au titre des monuments historiques depuis 1944[3].
- no 2 : Hôtel de préfecture de Meurthe-et-Moselle avec son pignon sur la place Stanislas.
- no 3 : Immeuble, bâtiment objet d’une inscription au titre des monuments historiques depuis 1944[4].
- no 5 : Hôtel du Baron Vincent, édifice objet d’une inscription au titre des monuments historiques depuis 1944[5].
- no 5bis : Immeuble, édifice objet d’une inscription au titre des monuments historiques depuis 1950[6].
- no 6 : Maison Lecreulx, bâtisse objet d’une inscription au titre des monuments historiques depuis 1944[7].
- no 7 : Immeuble, bâtisse objet d’une inscription au titre des monuments historiques depuis 1950[8].
- no 8 : Immeuble, édifice objet d’une inscription au titre des monuments historiques depuis 1950[9].
- no 9 : Immeuble, édifice objet d’une inscription au titre des monuments historiques depuis 1950[10].
- no 10 : Immeuble, édifice objet d’une inscription au titre des monuments historiques depuis 1950[11].
- no 11 : Immeuble, édifice objet d’une inscription au titre des monuments historiques depuis 1950[12].
- no 11bis : Immeuble, édifice objet d’une inscription au titre des monuments historiques depuis 1950[13].
- no 12 : Immeuble, édifice objet d’une inscription au titre des monuments historiques depuis 1950[14].
- no 13 : Immeuble, édifice objet d’une inscription au titre des monuments historiques depuis 1950[15].

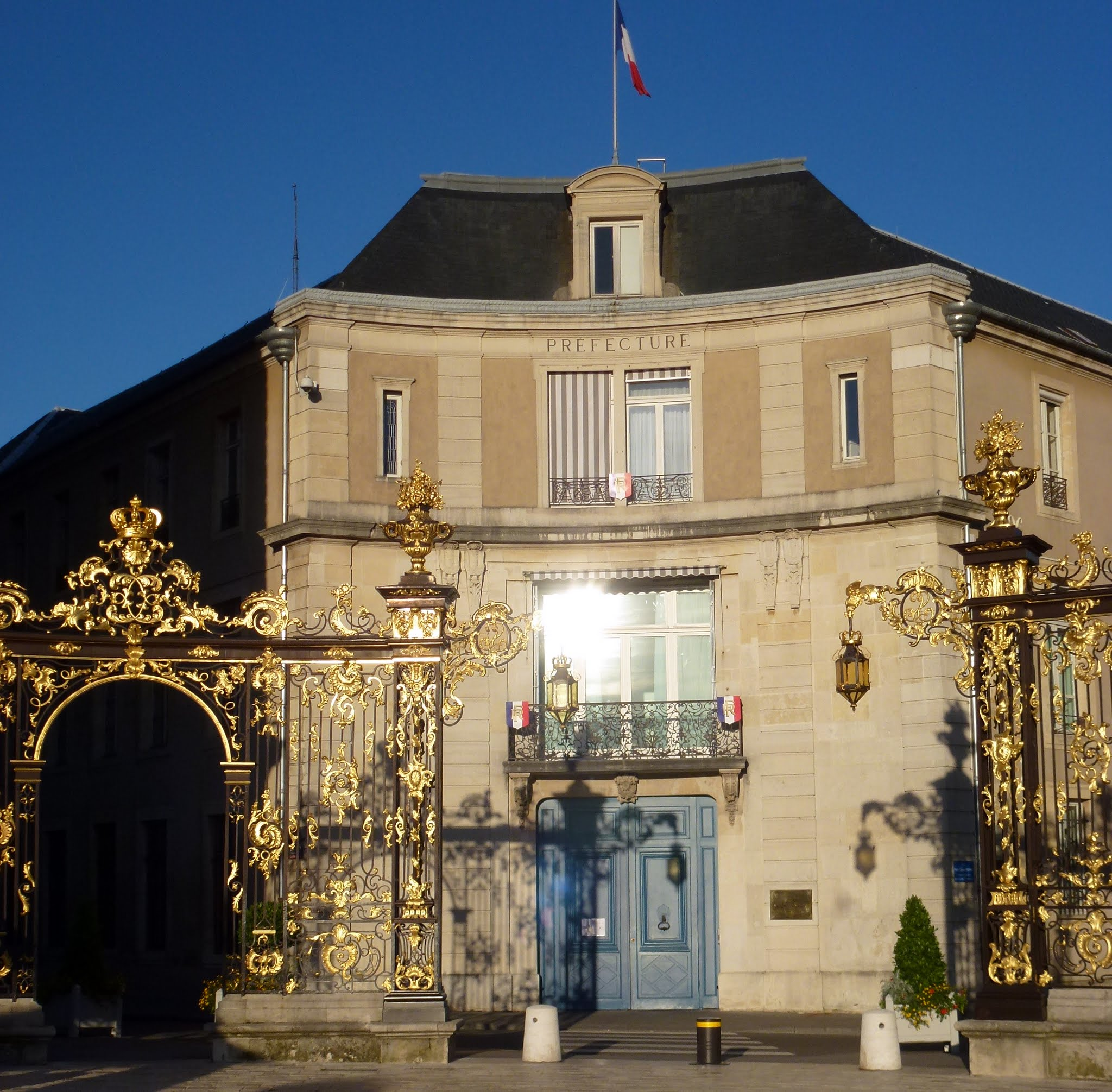
N°2 et grille de la place,
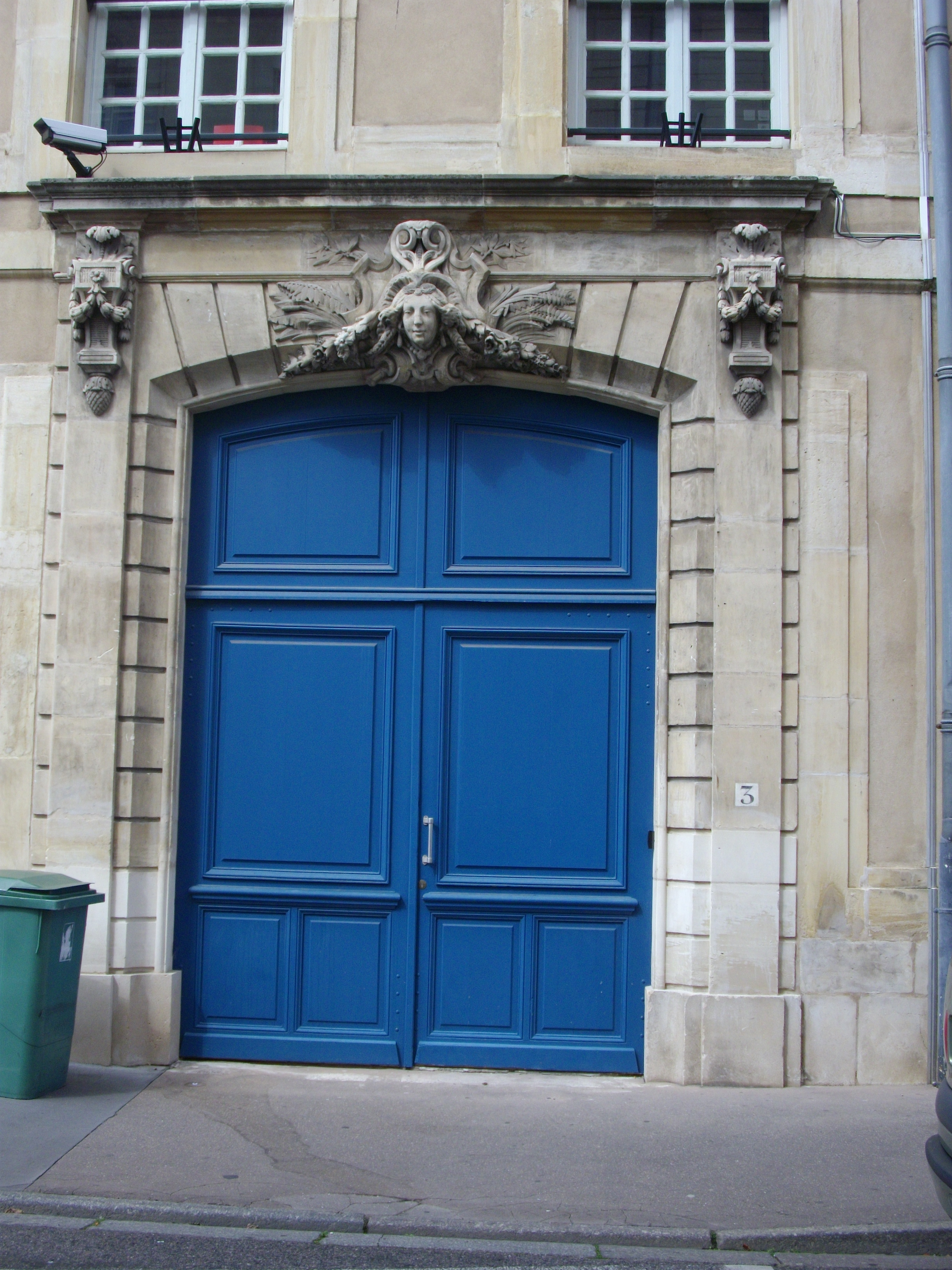
au no 3.
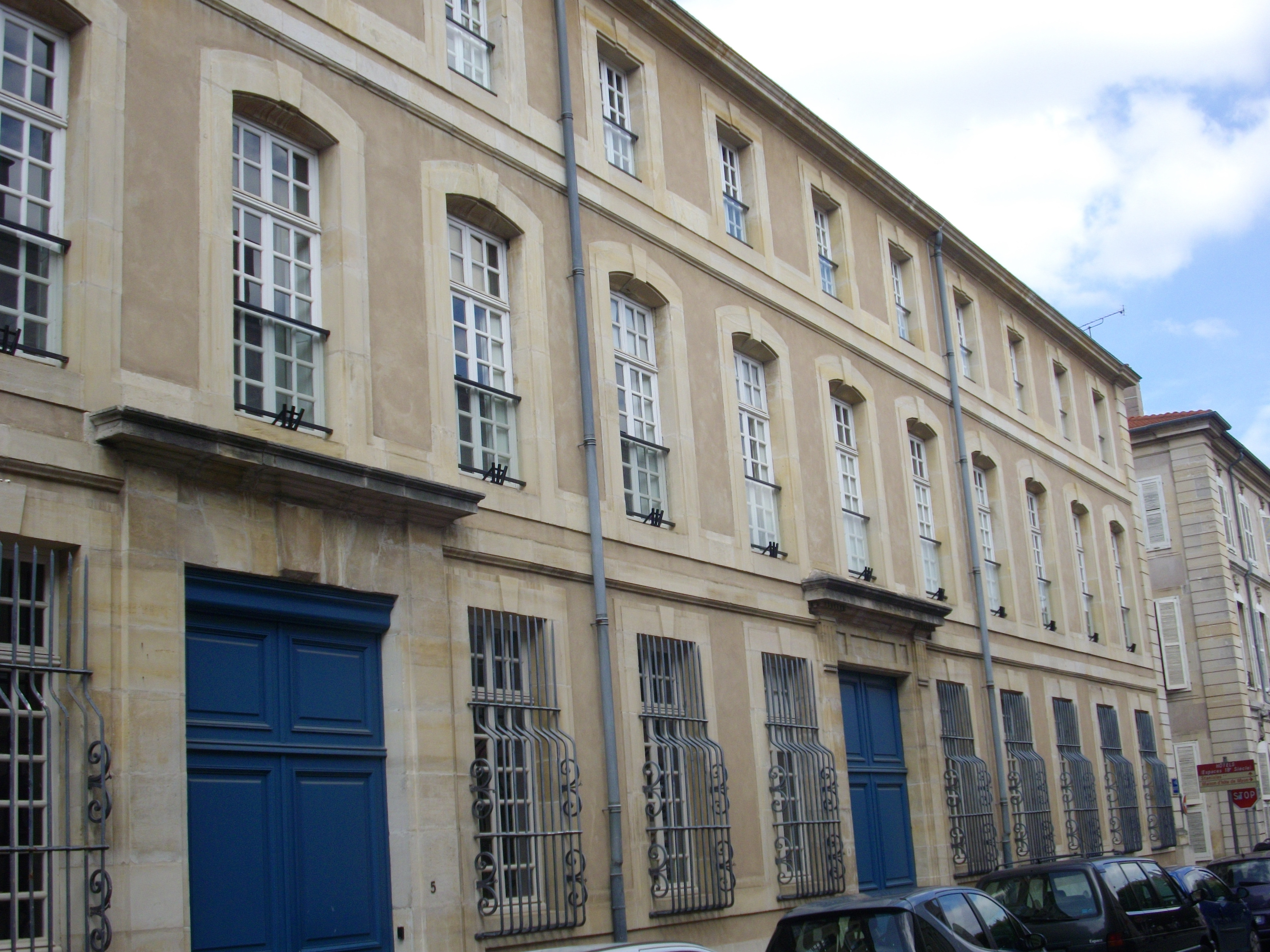
Hôtel du Baron Vincent, au no 5.
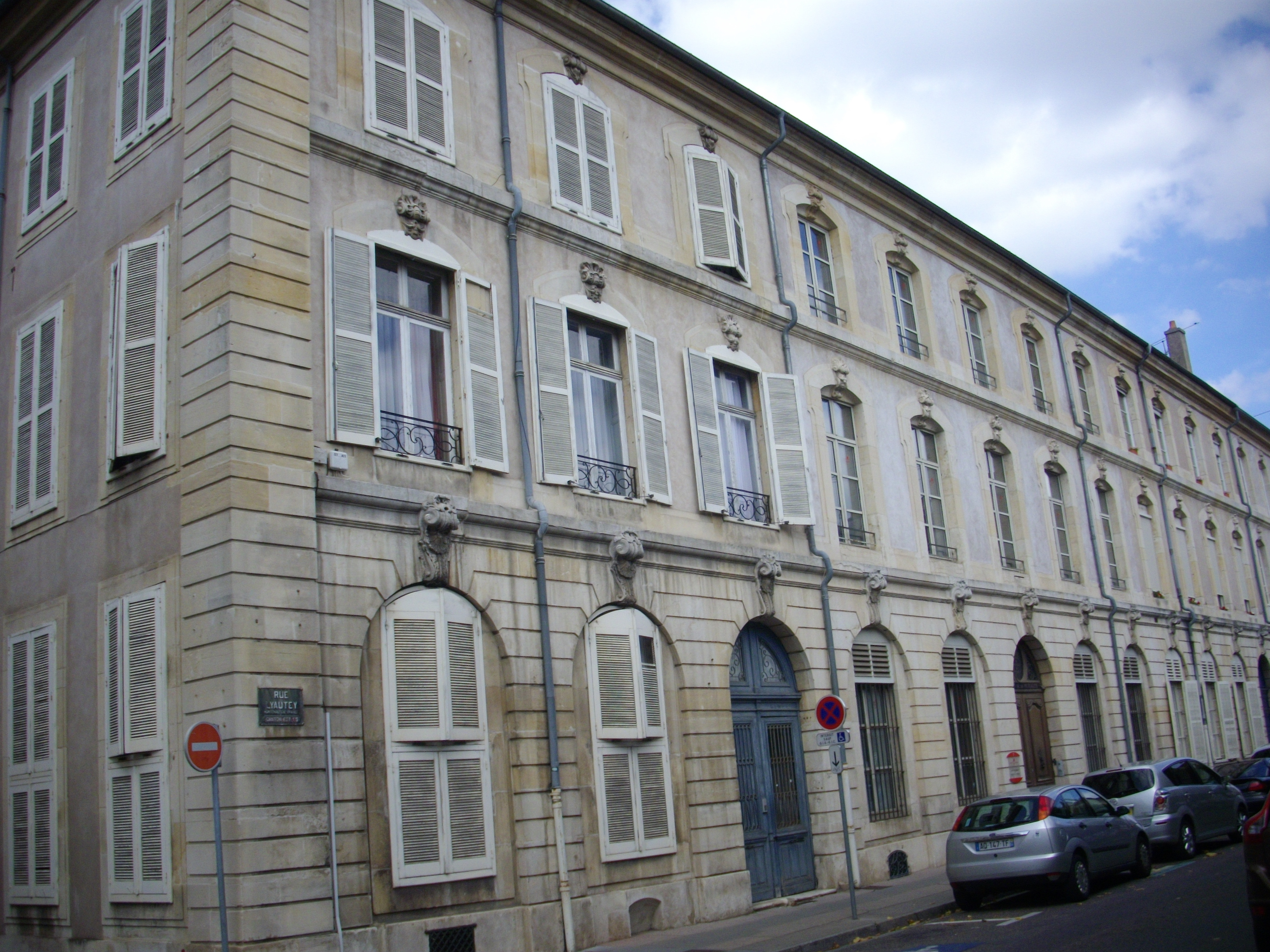
Immeuble, au no 5bis.
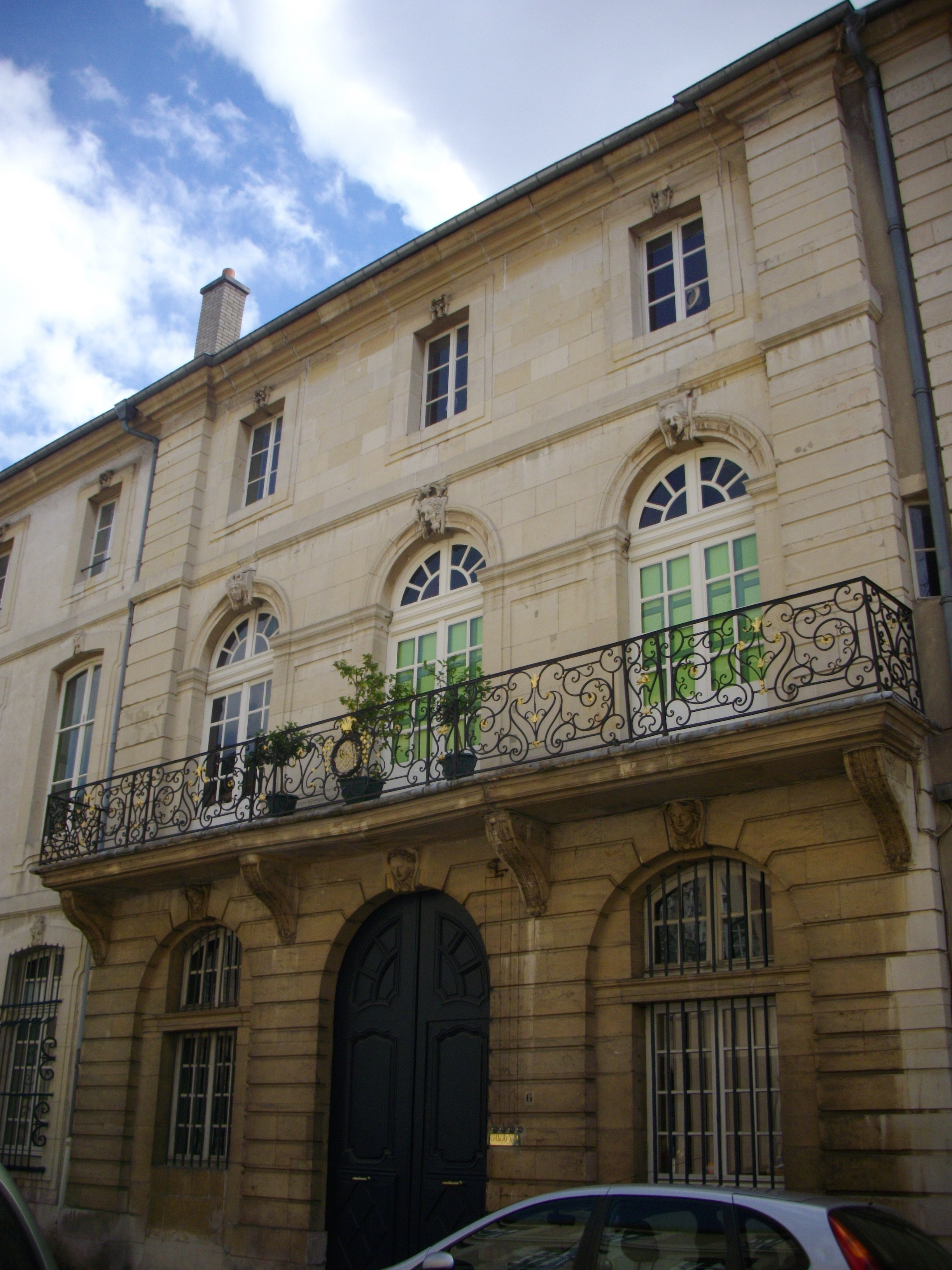
Maison Lecreulx, au no 6.
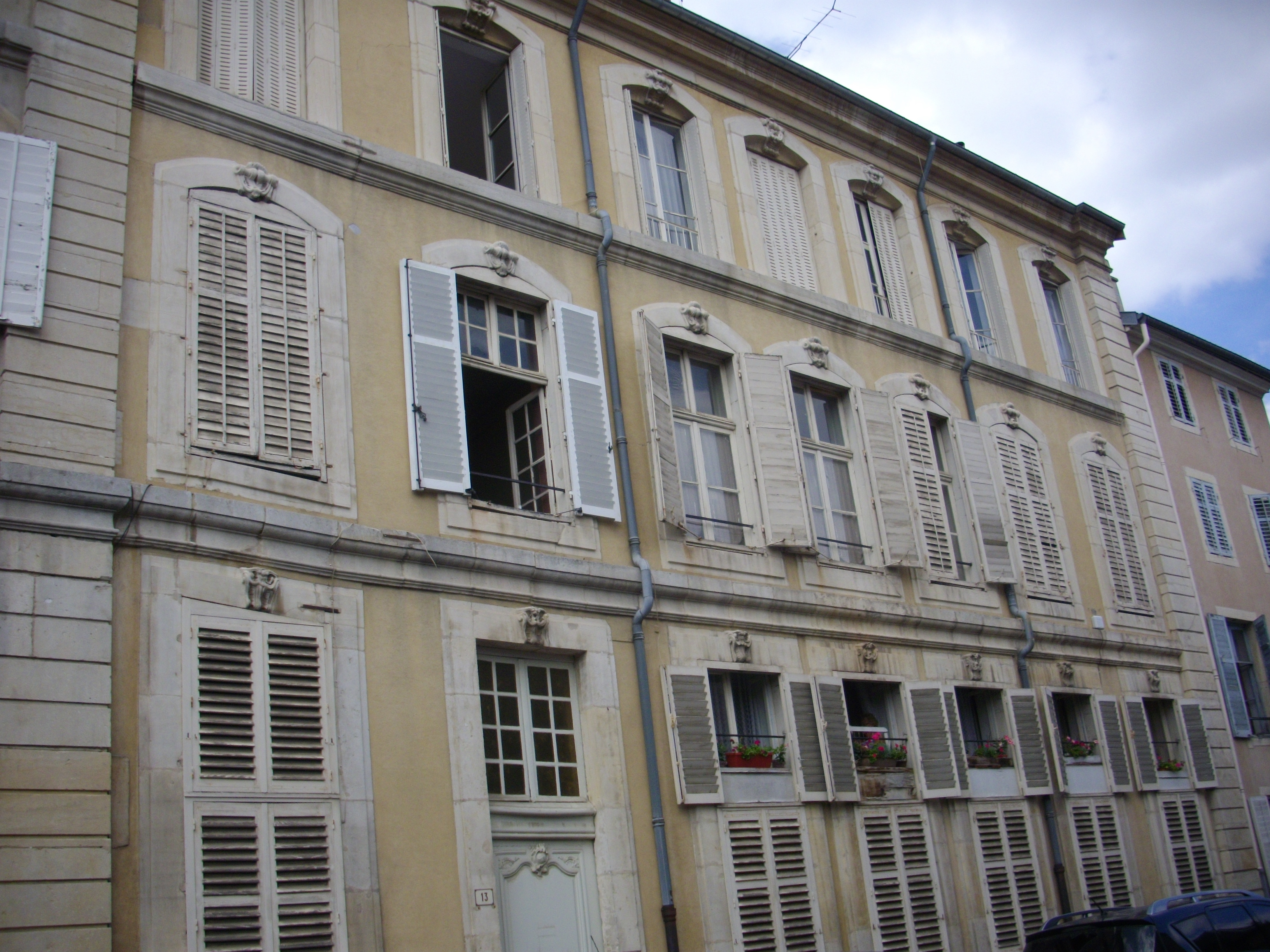
Immeuble, au no 13.